# Sant'Andrea (Pasmano)
Sant'Andrea (in croato: Babac) è un isolotto disabitato della Croazia situato nel mare Adriatico tra Pasman e la costa dalmata, nel canale di Pasman (Pašmanski kanal); fa parte dell'arcipelago zaratino. Amministrativamente appartiene al comune di Pasman, nella regione zaratina.

## Geografia
Sant'Andrea si trova di fronte all'abitato di Pasman, a 430 m di distanza, a 820 m dalla frazione di Torrette (sulla costa dalmata), a ovest di Santi Filippo e Giacomo e a nord-ovest di Zaravecchia. Ha una forma irregolare (circa 1,5 km di lunghezza per 700 m di larghezza); una superficie di 0,787 km², uno sviluppo costiero di 4,6 km ed un'altezza massima di 30,6 m. L'isolotto è circondato da altri isolotti e scogli ed è dotato di due fari: uno a ovest e l'altro sulla punta sud-est (rt Smiljica).

### Isole adiacenti
- Camero (Komornik), a nord-est del villaggio di Pasman, di fronte a Torrette.
- Monton[4][8], Muntan[9] o Montan[10] (Muntan), isolotto allungato, misura circa 650 m[2], con una superficie di 0,115 km²[1], la costa lunga 1,51 km[1], alto 10 m[2]; si trova a sud-ovest, a circa 560 m 43°57′07″N 15°23′30″E.
- Dosaz Piccolo[4], Dusaz Piccolo[11] o Panada[9] (Mali Dužac), scoglio lungo circa 290 m[2], alto 2 m[2], con una superficie di 0,026 km²[1] e la costa lunga 0,9 km[1], a sud, tra Monton e Dosaz Grande 43°56′40″N 15°23′57″E.
- Dosaz Grande[4], Dusaz Grande[11], Duzaz[9] o Dusaz[10][12] (Veli Dužac), isolotto di circa 560 m[2], alto 8 m[2], con una superficie di 0,09 km²[1] e la costa lunga 1,37 km[1], a sud, a circa 1 km di distanza 43°56′31″N 15°24′13″E.
- Zavatta[12][13], Zavolta[4], Zavata[9][14] o Ciavatolo[10] (Čavatul) scoglio rotondo, di circa 120 m[2] di diametro, ha un'area di 0,013 km²[1], la costa lunga 0,422 km[1] e l'altezza di 11 m[2]; situato 1,3 km a sud 43°56′20″N 15°24′43″E.
- Fermo (Frmić), a sud-est, a circa 420 m[2].
- Piana[4][15], Planaz[16]  o Clanaz[9][14] (Planac), isolotto a sud-est, a circa 1,9 km, con una superficie di 0,066 km²[1], la costa lunga 1,01 km[1], alto 16 m[2]; si trova di fronte a Zaravecchia 43°56′18″N 15°25′34″E.
- Santa Caterina (Sveta Katarina), isolotto a sud-est di Piana, di fronte a Zaravecchia.

### Cartografia
- (HR) Mappa topografica della Croazia 1:25000, su preglednik.arkod.hr. URL consultato il 27 febbraio 2017.
- Carta di cabottaggio del mare Adriatico, foglio VII, Milano, Istituto geografico militare, 1822-1824. URL consultato il 27 febbraio 2017 (archiviato dall'url originale il 13 aprile 2013).